# 応永の乱
応永の乱（おうえいのらん）は、室町時代の応永6年（1399年）に、守護大名の大内義弘が室町幕府に対して起こした反乱である。

## 背景
室町幕府の将軍は有力守護大名たちに擁立されており、その権力は脆弱だった。そのため3代将軍足利義満は将軍権力を強化するべく、花の御所を造営して権勢を示し、直轄軍である奉公衆を増強した。
また、義満は有力守護大名の弱体化を図り、康暦元年（1379年）、細川氏と斯波氏の対立を利用して管領細川頼之を失脚させた（康暦の政変）。康応元年（1389年）には土岐康行を挑発して挙兵に追い込み、これを下す（土岐康行の乱）。
そして明徳2年（1391年）、11カ国の守護となり「六分の一殿」と呼ばれた大勢力の山名氏の分裂をけしかけ、山名時熙と氏之の兄弟を一族の氏清と満幸に討たせて没落させた。さらに、時熙と氏之を赦免して氏清と満幸を挑発、挙兵に追い込み滅ぼした。山名氏は3カ国を残すのみとなってしまった（明徳の乱）。

### 守護大名大内氏
大内氏は百済聖王（聖明王）の王子琳聖太子を祖と称し、周防に土着して武士となり、鎌倉幕府の御家人に連なった。南北朝の争乱では南朝に付くが後に北朝に帰順して九州の菊池氏らと戦い、幕府から周防・長門・石見の守護職に任じられた。
大内義弘は九州探題今川了俊に従軍して九州の南朝方と多年にわたり戦い、豊前守護職を加えられた。明徳の乱では義弘は大いに奮戦して武功著しく、和泉・紀伊の守護職を与えられる。また南北朝合一を斡旋して功績があり、足利氏一門の待遇を受けるまでになった。
義弘は本拠が大陸と近い地理を活かして朝鮮との貿易を営み巨万の富を蓄えていた。義弘は朝鮮の要請に従って倭寇の禁圧に努力して朝鮮国王から称賛されており、義弘は使者を朝鮮に送って祖先が百済皇子であることから、朝鮮国内の土地を賜ることを願うなど朝鮮との強いつながりを持っていた。
周防・長門・石見・豊前・和泉・紀伊の6ヶ国の守護を兼ね貿易により財力を有する強大な大内氏の存在は将軍専制権力の確立を目指す義満の警戒を誘った。

## 義満と義弘の対立
応永元年（1394年）義満は将軍職を嫡男の義持に譲り、太政大臣に昇る。もちろん、実権は掌握したままだった。応永2年（1395年）には太政大臣を辞して出家し、道義と称した。諸大名、公家はこぞってこれに追従して出家し、義弘もまた出家した。
この頃までは義満と義弘の関係は良好だったが、応永4年（1397年）、義満は北山第の造営を始め、諸大名に人数の供出を求めた。しかし、諸大名の中で義弘のみは「武士は弓矢をもって奉公するものである」とこれに従わず、義満の不興を買った。
同年末、義弘は少弐氏討伐を命じられ、筑前で戦い弟の満弘が討死するがその子への恩賞の沙汰が無く不満を募らせ、義満が裏で少弐氏と菊地氏に義弘を討つように命じていたとの噂もあり憤慨していた。
応永5年（1398年）、来日した朝鮮使節から義弘が莫大な進物を受け取っていたことを斯波義将らが「義弘は朝鮮から賄賂を受け取っている」と義満に讒言し、それが義弘に聞こえて激怒させている。大陸との貿易の推進を図る義満にとっても朝鮮と強いつながりを持つ義弘の存在は目障りなものになった。
義満は度々義弘へ上洛を催促するが、「和泉、紀伊の守護職が剥奪される」「上洛したところを誅殺される」との噂が流れ、義弘を不安にさせた。
追い込まれた義弘は鎌倉公方足利満兼と密約を結んだ。この密約は今川了俊が仲介した。了俊は義満によって一方的に九州探題を解任され、遠江・駿河半国守護に左遷されていた。さらに義弘は、先年の土岐康行の乱で没落していた美濃の土岐詮直、明徳の乱で滅ぼされた山名氏清の嫡男宮田時清、近江の京極秀満（出雲守護京極高詮の弟）や比叡山・興福寺衆徒、楠氏（楠木正勝とその二子の正盛（正顯）・正堯）・菊地氏（菊池肥前守＝菊池武照もしくは菊池兼朝）ら旧南朝方と連絡をとり挙兵をうながした。

## 戦いの経過

### 挙兵

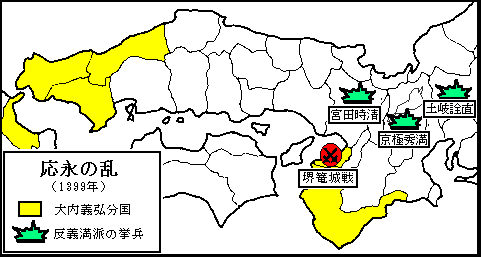
大内氏分国と反義満派の挙兵

応永6年（1399年）10月13日、大内義弘は軍勢を率いて和泉堺の浦に着き、家臣の平井新左衛門を入洛させるが、自身は参洛しなかった。義満の元に大内義弘謀反の噂が伝わる。
義満は青蓮院門跡尊道法親王に仕える伊予法眼を堺へ送り上洛を促すが、義弘は「意に沿わないことがある」と参洛に応じない。10月27日、義満は禅僧の絶海中津を使者として堺へ派遣した。
義弘は一門重臣たちと対応を内談。弟の弘茂は上意に従い参洛することを主張。平井備前入道も恭順して嘆願すべきであり、さもなくば朝敵となり御家滅亡になると義弘を説得した。一方、杉豊後入道は将軍は当家を滅ぼそうとしていると抗戦を主張した。
義弘は絶海中津と面談。絶海中津は将軍家が義弘を滅ぼそうとしているとの噂を信じず、上洛して将軍家に謝罪すべきことを説く。義弘は将軍家からの御恩の深さを感謝しながらも、今川了俊に従軍しての九州での戦い、明徳の乱、南北朝合一、少弐氏退治での自らの功績を述べ、それにも関わらず将軍家は和泉と紀伊を取り上げようとし、先年の少弐氏との戦いで討ち死にした弟の満弘の子への恩賞がない不満を述べる。絶海中津は義弘の忠節は隠れ無きものであり、世の噂を信じるべきではない、また満弘の子への恩賞がないのは上洛しないために行賞できないからだと重ねて上洛を促した。これに対して、義弘は政道を諌めるため関東（鎌倉公方足利満兼）と同心しており、ここで上洛すれば約束を違える事になる、来月2日に関東とともに上洛すると言い放った。事実上の宣戦布告である。絶海中津は説得を諦めて帰京する。
もっとも、「応永記」などに描かれた義弘の姿には必ずしも実際の流れに則していたとは言えない。この時、既に関東の鎌倉公方足利満兼から義弘の元に興福寺に対して決起を促す御教書が届けられていたが、その御教書が実際に興福寺へ届けられたのは11月4日であった。堺と奈良の距離を考えると、この書状が堺を出たのは絶海中津との会談から数日経っていたと考えられ、義満が実際に義弘討伐の軍を発向させるまで、義弘の心中では義満と戦うか否かで迷っていた可能性が高い。
絶海中津からの報告を受けた義満は翌10月28日に義弘討伐を命じる治罰御教書を出した。ただちに細川頼元、京極高詮、赤松義則の先発隊6000余騎が淀から和泉へ発向する。11月8日、義満は馬廻2000余騎を率いて東寺に陣を構えた。11月14日、義満は八幡まで進み、管領畠山基国と前管領斯波義将が率いる主力3万騎が和泉へ発向した。
義弘は評定を開き作戦を談じた。弟の弘茂は城を構えて和泉、紀伊に割拠して持ちこたえる策を提案。杉豊後入道は機制を制して舟で尼崎に上陸して八幡の陣を突き決戦することを主張した。かねてから謀反を諌めていた平井備前入道は出戦は無益であるとし篭城策を説いた。義弘は篭城策を採った。
義弘は材木を集め、井楼48と矢倉1000余を建てて堺に方18町の強固な城を築き、「たとえ百万騎の軍勢でも破ることはできない」と豪語した。一方で、義弘は討死を覚悟して、かねて帰依していた僧を招き自らの葬儀を執り行った。また、周防に残した母に形見と遺言を送り、弟の盛見には分国を固く守るよう申し送った。義弘に従う者たちもみな討死を覚悟した。

### 城攻め
幕府軍3万余騎は堺を包囲し、海上は四国・淡路の海賊衆100余艘が封鎖した。義弘は河内国の森口城で戦っていた杉九郎と鴨山に配備した杉備中守を立退かせて堺に兵力を集中させた。義弘の軍勢は5000余騎。
11月29日、幕府軍が一斉に鬨の声をあげて総攻撃を開始した。大内勢はこれに応じて、矢倉からさんざんに射まくった。管領畠山基国の軍勢2000余騎が北側の一の木戸、二の木戸を打ち破り、三の木戸まで攻め寄せ700人余が死傷する激戦を展開する。
畠山勢に代って山名時熙の軍勢500余騎が攻め寄せ、城内からは杉豊後ら500余騎が出撃して戦う。義弘も200余騎を率いてこれに合力する。伊勢国司の北畠顕泰の軍勢300余騎が山名勢に加勢、子息の満泰が討死する程激しく戦った。
細川勢、赤松勢の5000余騎は南側から、六角勢、京極勢は東側から攻め寄せる。戦いは夜まで続き、無数の死傷者が出た。

### 反義満派の蜂起
その頃、義弘に同心した土岐詮直が挙兵して尾張へ討ち入り、美濃国へ侵攻した。美濃守護の土岐頼益は大内攻めの陣にいたが、直ちに美濃へ引きかえして詮直を打ち破る。
宮田時清も義弘に同心して丹波へ討ち入り、京へ侵入して火を放ち、300余騎で八幡の幕府軍本陣を目指して突入した。時清の軍勢は幕府軍の陣を次々に打ち破るが力尽きて退却した。
京極秀満は近江で挙兵して、京への侵攻を図った。三井寺の衆徒500人が勢多で橋を焼いてこれを待ち受ける。秀満はやむなく森山に陣を構えて対峙した。大内攻めに加わっていた京極勢1000余騎が引き返して森山へ迫ると、秀満は土岐詮直と合流すべく美濃へ向かうが途中で土一揆の蜂起に遭って潰走、秀満は主従2騎で落ちて行方知れずになった。なお、秀満の官職が金吾（左衛門尉）であったことから、この挙兵だけを指して金吾騒動（きんごそうどう）とも称する。
鎌倉公方足利満兼は1万騎余を率いて武蔵府中高安寺まで進んだが、関東管領上杉憲定に諌められて兵を止めた。

### 落城
堺では幕府軍の総攻撃を撃退した大内勢が意気を揚げていた。しかし、幕府軍は火攻めを計画して左義長（爆竹）を用意して道を整え、12月21日早朝に総攻撃を開始した。幕府軍は強風に乗じて城中に火を放ち、矢倉を倒して激しく攻め寄せた。
杉備中守は今日が最後の戦いになると覚悟し、山名（河口）満氏（氏清の子、宮田時清（既述）の弟）の陣に突撃して見事な討死を遂げた。これを見ていた義弘は項羽の討死の故事を引き、自分も後代に残るような最期を遂げようと決意する。義弘は幕府軍の北側の陣へ斬り込み大太刀を振るって奮戦。管領畠山基国の嫡子満家の軍勢200騎がこれに挑むが、義弘はよき敵であると僅か30騎でさんざんに戦った。その時、石見の住人200騎が幕府軍に内応してしまう。激怒した義弘は石見勢に攻めかかり、恐怖した石見勢は逃げ散った。
義弘はなおも満家を討ち取ろうと戦い続け、幕府軍はこれを取り囲んで攻め立てた。義弘の手勢は次第に数を減らし森民部丞ひとりになってしまった。森民部丞は義弘を守って敵陣に斬り込み奮戦して討死した。一人になった義弘は満家を目がけて戦い続けるが、取り囲まれ遂に力尽きて「天下無双の名将大内義弘入道である。討ち取って将軍の御目にかけよ」と大音声を発して、討ち取られた。
南側を固めていた杉豊後守は義弘の死を知らされて敵陣に切り込んで討死。東側を固めていた弘茂は今川勢、一色勢を相手に戦っていたが、手勢も討ち減らされ、最早これまでと自害しようとした。平井備前入道が押し止めて降伏を勧め、弘茂もこれに従った。
その他の大内勢も落ち延びるか自害して、堺は落城した。
鎌倉公方足利満兼は武蔵府中から下野足利荘（栃木県足利市）まで進軍するが、義弘敗死の報を聞いて鎌倉へ引き返した。

## 戦後
応永7年（1400年）3月、鎌倉公方足利満兼は伊豆三島神社に願文を奉献し、「小量をもって」幕府に二心を起こしたことを謝罪した。満兼を謀叛に誘った今川了俊は幕府から討伐の命を受けたために上洛して謝罪し、助命された。但し遠江・駿河守護職は取り上げられ、甥の今川泰範に与えられている。以後は政治活動は起こさず、和歌、連歌に没頭することになる。また、妙心寺6世住持の拙堂宗朴は義弘と関係が深かったため義満の怒りを買い、妙心寺の寺領を没収された上に義弘に連座して青蓮院に幽閉の身となった。
その後の論功行賞で、義満は大内氏の分国和泉・紀伊・石見・豊前を没収。和泉を仁木義員、紀伊を畠山元国、石見を京極高詮に、周防・長門を降参した弘茂に与えた。しかし、周防・長門の本拠を守っていた盛見はこれに従わずに抵抗。弘茂は幕府の援軍とともに盛見を攻めてこれを追うが、応永8年（1401年）に九州で盛見は再挙し、数度の合戦の後、弘茂は佐加利山城（現在の下関市長府）で滅ぼされた。
盛見は更に安芸、石見まで勢力を伸ばす。幕府もこれを認めざるを得なくなり応永12年（1405年）頃に盛見に周防・長門の守護職を与え、更に豊前・筑前の守護まで加えてようやく帰順させた。こうして、いったんは没落しかけた大内氏は再び勢力を盛り返すことになった。

## 応永記
この乱の内容は、軍記物語である『応永記』（別名『大内義弘退治記』）に記されている。作者や成立年は不詳だが、乱の終結からあまり時間をおかずに成立したと推定される。別名の通り幕府（足利義満）側の視点で記録されているが、乱の史料として信憑性は高いとされる。写本として『堺記』がある。